# V476 Cygni
Nova
V476 Cygni (ou Nova Cygni 1920) était une nova qui survint en 1920 dans la constellation du Cygne. Elle atteignit une magnitude minimale (correspondant à une luminosité maximale) de 2,0.
Actuellement, V476 Cygni a une magnitude de 17,09.

## Coordonnées
- Ascension droite : 19h 58m 24,6s
- Déclinaison : +53° 37’ 07"